# Albert Maurer
Albert Maurer (* 21. Mai 1889 in Zürich; † 6. Mai 1935 in Rüschlikon) war ein Schweizer Architekt. Den überwiegenden Teil seines Werks hat er gemeinsam mit Hans Vogelsanger als Vogelsanger und Maurer geschaffen.
Der Sohn eines Wipkinger Schreiner- und Zimmermeisters arbeitete nach dem Studium, das er 1908 am Technikum Winterthur als Bautechniker abschloss, bis 1911 bei den Gebrüdern Pfister in Zürich. Danach ging er nach Deutschland und studierte an der Kunstgewerbeschule Düsseldorf. Dort war er nebenbei und anschliessend bei seinem Hochschullehrer Werner Kreis beschäftigt. Zu Beginn des Ersten Weltkriegs kehrte er als Sappeur in die Schweiz zurück, wo er 1915/16 in Rüschlikon das gemeinsame Büro mit seinem Partner gründete.

## Werke (Auswahl)
Büro Vogelsanger und Maurer
- Landhaus Gottlieb Duttweiler, Rüschlikon, 1920
- Schulhaus Liguster, Oerlikon, 1922–24
- Landhaus zum Thurm, Erlenbach, 1924–25[1]
- Schulhaus, Grafstal, 1926–27
- Postgebäude, Oerlikon, 1927
- Geschäftshaus Augustinergasse, Zürich, 1927
- Schulhaus, Wetzikon, 1928–29
- Kirchgemeindehaus Wipkingen, Zürich, 1930–32
- Zeilenhäuser, Zürich, 1931
- Villa Maurer, Rüschlikon, 1932
- Villa Stünzi, Horgen, 1933
- Wohnhaus im Steinlig, Bassersdorf, 1933
- Reformierte Kirche Birmenstorf, 1933–34
- Villa Wach, Kilchberg, 1934
- Wohnhaus Pfister-Leuthold, Rüschlikon, 1935